# Warhammer 40,000: Dawn of War
Warhammer 40,000: Dawn of War је научно-фантастична стратегија у реалном времену (RTS), развијена од стране Relic Entertainment компаније, заснована на популарној tabletop ратној игри Warhammer 40,000, компаније Games Workshop. Објављена је 20. септембра 2004. у Северној Америци, од стране америчке компаније THQ. Објављене су три експанзије за ову видео-игру:Winter Assault, Dark Crusade и Soulstorm. Наставак, Dawn of War II, објављен је фебруара 2009.

## Радња
Радња се одвија у фиктивном Warhammer 40,000 дистопијском универзуму. Човечанство живи у царству које обухвата читаве галаксије-Империјуму, на чијем челу је бесмртни Император, сматран за живог бога. Империјум је у сталном стању рата са Орцима (Orks), Елдарима (Eldar) и људским слугама Хаоса (Chaos), у очајничким напорима да очува људску врсту. Радња кампање за једног играча, смештена је на планети Тартарус.

### Фракције
У игрици се налазе четири армије:
Свемирски маринци (Space Marines) су елитни, високообучени и генетички модификовани војници Империјума. Једина су војска са којом може да се игра у кампањи за једног играча и представља их трећа чета Крвавих гаврана (Blood Ravens), предвођена капетаном Габријелом Ангелосом и Библиотекаром Исадором Акиосом.
Маринци Хаоса (Chaos Marines) су издајници, који су пре десет хиљада година издали Императора и људску врсту и приклонили се Боговима Хаоса. У видео-игри је приказана Алфа Легија (Alpha Legion) и њене вође Синдри Мир и Лорд Бејл.
Елдари (Eldar) су древна и технолошки напредна раса, која се милионима година бори против Хаоса. У кампањи их представља Фарсир Маша са Биел-Тана.
Орци (Orks) су дивља и ратоборна врста, чије постојање је посвећено ратовању. Нису технолошки нарочито развијени и по томе се разликују од других раса. У игрици је представљено неколико кланова, као и њихов поглавица (Ork Warboss) Оркамунгус.
Поред ове четири наведене фракције, појављује се и Империјална гарда, предвођена Пуковником Бромом, као савезник Свемирских маринаца.